# سيد ساغار
سيد ساغار (12 أغسطس 1990 في الهند - ) هو لاعب كريكت هندي.